# Denkmalgeschützte Objekte im Bezirk Südoststeiermark
Im Bezirk Südoststeiermark bestehen 401 denkmalgeschützte Objekte. Die unten angeführte Liste führt zu den Gemeindelisten und gibt die Anzahl der Objekte an.
| Gemeindeliste             | Objektanzahl |
| ------------------------- | ------------ |
| Bad Gleichenberg          | 24           |
| Bad Radkersburg           | 79           |
| Deutsch Goritz            | 7            |
| Edelsbach bei Feldbach    | 4            |
| Eichkögl                  | 1            |
| Fehring                   | 38           |
| Feldbach                  | 48           |
| Gnas                      | 21           |
| Halbenrain                | 12           |
| Jagerberg                 | 9            |
| Kapfenstein               | 7            |
| Kirchbach-Zerlach         | 6            |
| Kirchberg an der Raab     | 6            |
| Klöch                     | 5            |
| Mettersdorf am Saßbach    | 6            |
| Mureck                    | 27           |
| Paldau                    | 8            |
| Pirching am Traubenberg   | 1            |
| Riegersburg               | 34           |
| Sankt Anna am Aigen       | 9            |
| Sankt Peter am Ottersbach | 17           |
| Sankt Stefan im Rosental  | 4            |
| Straden                   | 20           |
| Tieschen                  | 7            |
| Unterlamm                 | 1            |